# Municipio de Center (condado de Hancock)
El municipio de Center (en inglés: Center Township) es un municipio ubicado en el condado de Hancock en el estado estadounidense de Indiana. En el año 2010 tenía una población de 25819 habitantes y una densidad poblacional de 186,56 personas por km².

## Geografía
El municipio de Center se encuentra ubicado en las coordenadas 39°49′1″N 85°46′29″O / 39.81694, -85.77472. Según la Oficina del Censo de los Estados Unidos, el municipio tiene una superficie total de 138.4 km², de la cual 137.26 km² corresponden a tierra firme y (0.82%) 1.14 km² es agua.

## Demografía
Según el censo de 2010, había 25819 personas residiendo en el municipio de Center. La densidad de población era de 186,56 hab./km². De los 25819 habitantes, el municipio de Center estaba compuesto por el 96.82% blancos, el 0.54% eran afroamericanos, el 0.24% eran amerindios, el 0.84% eran asiáticos, el 0.03% eran isleños del Pacífico, el 0.33% eran de otras razas y el 1.2% pertenecían a dos o más razas. Del total de la población el 1.59% eran hispanos o latinos de cualquier raza.